# Safia caminata
Safia caminata là một loài bướm đêm trong họ Noctuidae.